# Partei Mensch Umwelt Tierschutz
Die Partei Mensch Umwelt Tierschutz (Kurzbezeichnung: Tierschutzpartei) ist eine politische Partei, die 1993 in Deutschland als erste Tierschutzpartei der Welt gegründet wurde und der mittlerweile viele Gründungen von Tierschutzparteien weltweit gefolgt sind. Wie die Langbezeichnung der Partei deutlich macht, erachtet sie die Themen Menschenrechte und soziale Gerechtigkeit, Tierschutz und Tierrechte sowie Umweltschutz und Klimaschutz als untrennbar miteinander verbunden und setzt sich unter anderem für eine Umstellung auf den Veganismus ein.
Bei Bundestagswahlen erreichte die Kleinpartei 2021 mit 1,5 % der gültigen Stimmen ihr bislang bestes Ergebnis, womit sie hinter den Freien Wählern zur zweitstärksten außerparlamentarischen Oppositionspartei auf Bundesebene wurde. Ihre stärksten Ergebnisse bei der Bundestagswahl 2021 holte sie im Saarland mit 2,8 %, in Brandenburg mit 2,6 % und in Berlin mit 2,5 % Wähleranteil der Zweitstimmen. Bei Europawahlen erreichte sie seit 2004 stets Ergebnisse über ein Prozent, zuletzt 1,4 % bei der Europawahl 2019. Bei Landtagswahlen konnte die Partei mehrmals Ergebnisse über ein Prozent erzielen; beste Ergebnisse waren 2,6 % in Brandenburg 2019, 2,4 % in Berlin 2023, 2,3 % im Saarland 2022 und 2,1 % in Sachsen 2009. Die Partei ist seit 1997 in einzelnen Kommunalparlamenten vertreten, wo sie mehrmals Ergebnisse von über 3 % erzielt hat – wie 2021 etwa 6,3 % in Heppenheim oder 1997 sogar 18,4 % in Unter-Schönmattenwag, Hessen – und meist eine gemeinsame Fraktion mit den Grünen, der Linken und/oder der SPD bildet, wenn eine eigene Fraktion nicht möglich ist. Zur Bürgermeisterwahl in Heppenheim 2023 erhielt die Kandidatin der Tierschutzpartei 19,8 %.
Größter überregionaler Erfolg der Tierschutzpartei war der Einzug in das Europäische Parlament: Bei der Europawahl 2014 entfielen 1,2 % der Stimmen auf die Partei. Der gewählte Abgeordnete Stefan Bernhard Eck trat zum Jahresende 2014 aus der Partei aus und begründete dies mit aus seiner Sicht mangelnder Abgrenzung nach Rechts. Der Bundesvorstand der Partei widersprach dieser Darstellung, verwies auf gänzlich andere Gründe für Ecks Austritt und beschloss einstimmig, sich von rechten Personen und Inhalten zu distanzieren. Zur Europawahl 2019 trat die Partei mit 12 Kandidaten an und erzielte mit 1,4 % erneut ein Mandat. Der gewählte Abgeordnete Martin Buschmann trat 2020 aus der Partei aus, nachdem seine NPD-Mitgliedschaft in den 1990er Jahren bekannt geworden und er von der Tierschutzpartei deshalb zum Rücktritt aufgefordert worden war.
Bei der Europawahl 2024 kam die Partei erneut auf 1,4 % und zog mit Spitzenkandidat Sebastian Everding ins Europaparlament ein.

## Programmatik
Das aktuelle Grundsatzprogramm wurde auf dem zehnten Bundesparteitag am 4. Mai 2002 in Frankfurt am Main verabschiedet. Es trat an die Stelle des ersten Grundsatzprogrammes aus dem Gründungsjahr 1993, das die Parteigründerin Ingeborg Bingener entworfen hatte. Dabei wurde das Programm zwar erweitert und neueren Entwicklungen angepasst, blieb jedoch in den Grundzügen in der Version von 1993 erhalten. Seitdem wurde es auf zahlreichen Bundesparteitagen erweitert, überarbeitet und aktualisiert.

### Tierschutz
Die Partei sieht in Mensch, Tier und Natur eine „untrennbare Einheit“. So strebt sie die Abkehr vom anthropozentrischen Denken zugunsten einer Politik der Mitgeschöpflichkeit an. Des Weiteren fordert die Partei die Aufnahme von Grundrechten für Tiere mit einem eigenen Artikel ins Grundgesetz. Dieser soll folgendermaßen lauten:

„Tiere haben um ihrer selbst willen das Recht auf Leben, das Recht auf Unversehrtheit und das Recht auf Freiheit. Entsprechend ihrem Schmerzempfinden, ihren Gefühlen und ihren Bedürfnissen sind ihnen zudem arteigene Rechte einzuräumen. Diese Rechte dürfen von Menschen nur im Falle der Notwehr oder, wenn ihre Einhaltung bei der Befriedigung essentieller menschlicher Bedürfnisse nicht mit verhältnismäßigem Aufwand möglich ist, beschnitten werden. Zu diesen menschlichen Bedürfnissen zählen etwa der Hausbau, die Fortbewegung oder die Gewinnung pflanzlicher Nahrungsmittel. Hierbei dürfen Tiere jedoch niemals gezielt ausgebeutet oder getötet werden.“

Auch fordert sie ein Verbot aller Tierversuche, der Jagd, der Produktion von Pelzen, der Massentierhaltung und langfristig die Aufgabe der landwirtschaftlichen Nutztierhaltung und fördert die Hinwendung zu Vegetarismus/Veganismus.
Die Haltung von Zirkustieren lehnt sie ab, „weil dies einen empfindlichen Eingriff in ihre spezifische Lebensweise bedeutet“, das Halten von Zootieren lehnt sie ab, setzt sich gegen Stierkämpfe ein und möchte die Subventionen für Tiertransporte abschaffen.
Ungefähr ein Viertel des Parteiprogrammes ist den Themenbereichen Tierschutz und Tierrechte zuzuordnen. Der Tierschutz soll dabei als eine Art „Zwischenstation“ auf dem Weg zur Realisierung von Tierrechten dienen.

### Umwelt- und Energiepolitik
In ihrem Grundsatzprogramm vertritt die Partei die Meinung, dass „mittelfristig eine Rückkehr zur naturnahen Landwirtschaft“ sinnvoll ist, bei Umweltschäden grundsätzlich der Verursacher zu haften habe, der Individualverkehr deutlich auf öffentliche Verkehrsmittel zu verlagern und Abgaben für die Emission von Schadstoffen zu entrichten seien. Der Landschaftsschutz solle sich „auf die Rettung und Wiederherstellung der Lebensräume heimischer Tier- und Pflanzenarten“ konzentrieren. Sie spricht sich für eine Verschärfung der Gesetze im Hinblick auf die Verunreinigung des Grundwassers durch Schwermetalle und sonstige Chemikalien aus.
Die Partei fordert die „konsequente Nutzung erneuerbarer Energien“ und den Ausstieg aus der Kohleverstromung bis 2030. Im Wahlprogramm zur Europawahl 2024 findet sich die Forderung nach einem EU-weiten Umstieg auf 100 % erneuerbare Energien bis 2035.
Sie erkennt in der Massentierhaltung eine Ursache für die Belastung der Böden und der Umwelt mit Nitraten und Methan. Sie erklärt den Einsatz gegen den Treibhauseffekt zu einem ihrer vordringlichen Ziele in der Umweltpolitik.
Sie setzt sich für die Nutzung recycelbarer Rohstoffe ein, gering recyclingfähige Produkte sollen nach dem Verursacherprinzip verteuert werden.
Sie strebt innerhalb der Innenstädte, vor allem aus gesundheitlichen Gründen, eine Reduzierung der Schadstoff- und Lärmemissionen an.
Für die europäische Infrastruktur macht sich die Partei für den Ausbau des Zugnetzes sowie die Einführung von Magnetschwebebahnen zwischen den großen Städten Europas stark.
Die Partei unterstützt den Ausstieg aus der Kernenergie und fordert darüber hinaus ein Exportverbot von Atomtechnologie im Grundgesetz.

### Wirtschaft
In der Wirtschaftspolitik vertritt die Partei hauptsächlich sozialliberale Positionen. Der Flugverkehr soll „auf ein ökologisch vertretbares Maß“ reduziert werden. Weitere Forderungen im Bereich der Umweltpolitik sind ein Verbot der Gentechnik, eine ökologische Ausrichtung der Landwirtschaft, die Reduzierung des Individualverkehrs und der sofortige Ausstieg aus der Kernenergie, da deren Nutzung ein unkalkulierbares Risiko für Menschen, Tiere und Natur bedeute. Den Entwicklungsländern sollen die Schulden erlassen werden, um sie dazu zu bewegen, die Waldrodungen zu beenden, und so letztendlich die zum Abbau des Kohlendioxids unverzichtbaren großen Waldgebiete der Erde zu retten. Der Schwerlastverkehr soll auf die Schiene und auf die Wasserstraßen verlagert werden.
In der Gesundheitspolitik fordert die Partei eine Umstellung des Gesundheitswesens auf ganzheitliche Medizin. Da jeder Mensch ein Recht auf Entfaltung und Wiederherstellung seiner Gesundheit habe, sei so die „freie Entscheidung der Patienten zwischen Schulmedizin und Naturheilverfahren“ zu gewährleisten. Zur Heilung von Krankheiten sollen verstärkt Phytotherapie und Akupunktur zum Zug kommen. Eine zusätzliche Voraussetzung für die Zulassung zum Medizinstudium soll eine entsprechende ethische und moralische Einstellung sein.
Angestrebt wird eine soziale und ökologische Marktwirtschaft, die Wirtschaftspolitik soll ökologisch ausgerichtet, die Lohnnebenkosten sollen gesenkt, der Mittelstand gefördert und die Subventionen sollen abgebaut werden. Kritisiert wird unter anderem, dass kommerzielle und machtpolitische Interessen zum „fast alleinigen Maßstab politischen Handelns“ geworden seien. Außerdem wird eine Verkürzung der Arbeitszeit zugunsten beruflicher Weiterbildung angestrebt. „Ökologie geht vor Ökonomie“ sei nach Auffassung der Partei das Grundprinzip jeder verantwortungsbewussten Wirtschaftspolitik.
Die Partei setzt sich des Weiteren für die Erprobung eines bedingungslosen Grundeinkommens ein.

### Gesellschaft

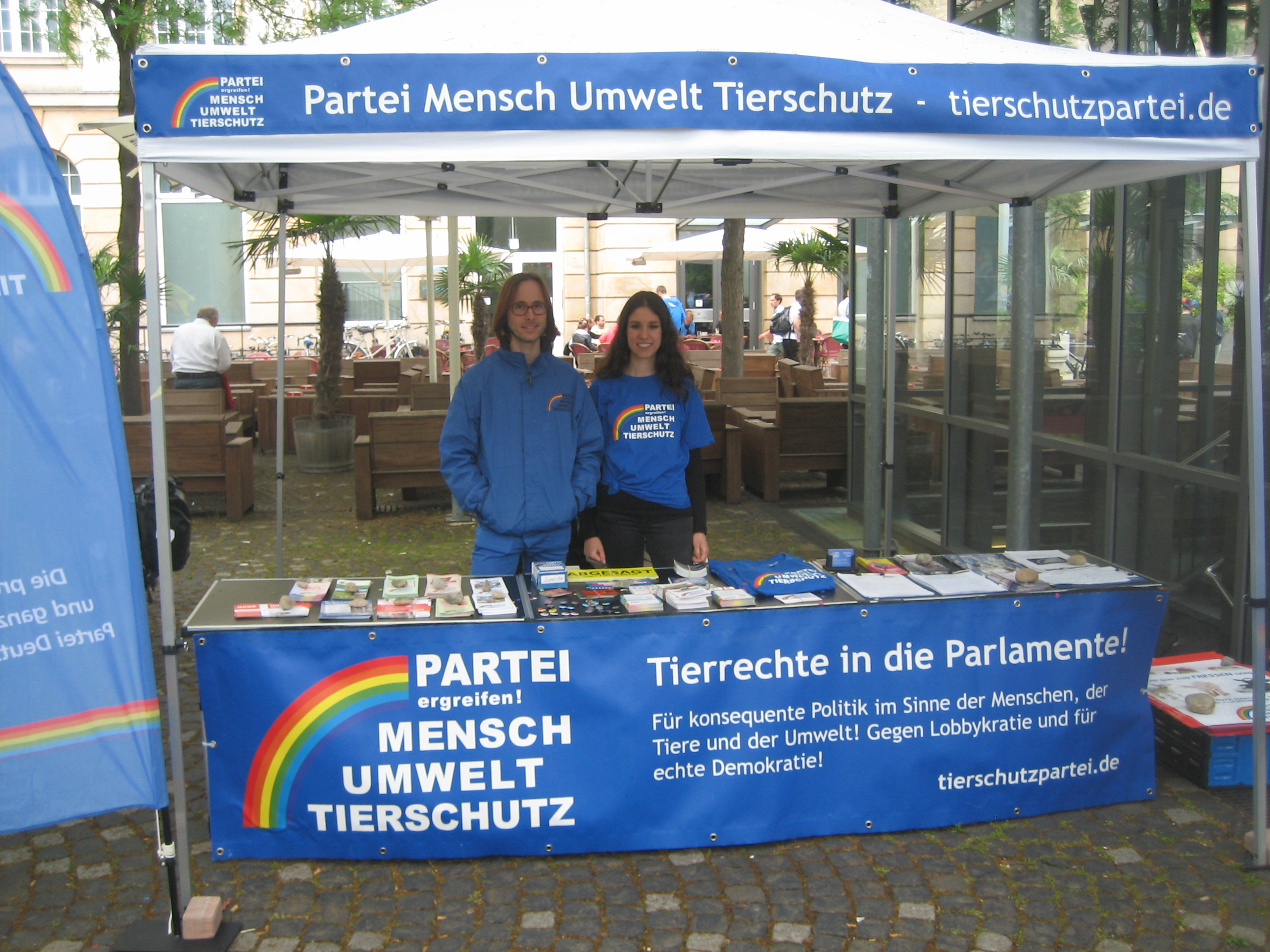
Infostand der Tierschutzpartei auf dem Christopher Street Day in Karlsruhe 2015

Die Tierschutzpartei sieht sich als „Anwalt derer, die selbst keine Lobby bilden können“, insbesondere für Kranke, Pflegebedürftige, Menschen mit körperlichen und geistigen Einschränkungen, Gewaltopfer körperlicher sowie seelischer Art und für in Armut lebende Menschen. Die täglichen praktischen Dinge des Lebens müssten für Menschen mit Behinderung erleichtert werden, z. B. durch barrierefreie Bauten und Verkehrsmittel. Ebenso wird die Einführung einer Mindestrente über dem Sozialhilfeniveau befürwortet. Mit der Befürwortung von Volksinitiativen und Volksbegehren auch auf Bundesebene vertritt die Partei zum Teil direktdemokratische Positionen. Außerdem äußert sie sich kritisch in Bezug auf die Vernichtung von Arbeitsplätzen durch Globalisierungsmaßnahmen.
Die Schulklassen sollen verkleinert und das Fach „Tier- und Naturschutz“ eingeführt werden. Ein Ausbau der Ganztagsschulen sowie der Gesamtschulen wird gefordert, wobei sich Schüler früher entscheiden können sollen, in welchen Bereichen sie ihr Wissen und ihre Fähigkeiten vertiefen wollen. Behinderte und lernschwache Kinder sollen „ihren individuellen Möglichkeiten gemäß betreut bzw. ausgebildet werden“. Eine bessere Integration ausländischer Kinder wird angestrebt, insbesondere durch Sprachförderung ab dem Vorschulalter. Die Partei fordert die Einführung der aktiven Sterbehilfe sowie die Gleichstellung und den Schutz aller Geschlechter, Geschlechtsidentitäten und sexueller Orientierungen.
Jeder, der „aus eindeutig politischen, rassistischen, sexistischen oder religiösen Gründen verfolgt wird, an Hunger leidet oder auf Grund von Krieg oder Bürgerkrieg aus seinem Land flüchtet“, müsse „nach genauer Prüfung“ Asyl finden. In ihrem Bundestagswahlprogramm 2017 spricht sich die Partei für ein Verbot sämtlicher Rüstungsexporte aus, um Fluchtursachen wirksam zu bekämpfen. Als Ursache der gesunkenen Hemmschwelle von Gewalt sieht die Partei unter anderem „fehlende Erziehung und Vermittlung ethischer Werte“, den „brutalen Umgang mit Tieren“ sowie „gewaltverherrlichende Darstellung in den Medien“. Gefordert wird ein Europa als zukünftige „Friedensmacht“ mit der Aufnahme einer Pazifismusklausel im EU-Vertrag, welche sich auch gegen die Schaffung einer europäischen Armee wendet.

## Struktur

### Mitglieder und Wählerschaft
Die meisten Parteimitglieder sind in der Tierrechtsszene, der Umwelt- und/oder der Menschenrechts- und Friedensbewegung engagiert und somit häufig gleichzeitig Mitglieder anderer Tierschutz-, Tierrechts-, Umweltschutz- und/oder Menschenrechts- und Friedensorganisationen. Außerdem sind sie überwiegend Vegetarier oder Veganer. Zirka 68 % der Parteimitglieder sind Frauen. Die religiöse Verankerung ist sehr unterschiedlich; es finden sich unter den Mitgliedern sowohl Christen als auch Atheisten. Außerhalb der Partei beteiligen sich viele Mitglieder regelmäßig an außerparlamentarischen Aktionen, unter anderem an Demonstrationen. Diese wenden sich oftmals gegen Jagd, Tierversuche, Pelze, Gentechnik, Atomkraft, Diskriminierung von LSBTTIQ-Menschen und Rechtspopulismus. Jugendliche zeigen sich der Partei und ihren Zielen gegenüber offener als Erwachsene. Zudem wird sie von Frauen eher gewählt als von Männern. Genaue Daten über die Zusammensetzung der Wählerschaft der Partei existieren nicht. Die Argumentation der Partei ist auf keine speziellen Wählergruppen ausgerichtet.

### Bundesvorstand
| Bundesvorsitzende      | Bernd Kriebel, Dennis Landgraf, Paula López Vicente |
| Bundesgeneralsekretär  | Fabian Schelsky |
| Bundesschatzmeisterin  | Gertraud Götz-Volkmann |
| Bundesschriftführer    | Ben Schoppel |
| Bundesgeschäftsführer  | Evgeni Kivman |
| stv. Schatzmeister     | Christoph Meiler |
| stv. Generalsekretärin | Miriam Broux |
| stv. Schriftführerin   | Nathalie Schönauer |
| Beisitzer              | Robert Gabel, Barbara Schwarz, Elke Weihusen, Miriam Schönauer, Adrian Bendix, Sabrina Maternus, Juan Martin Gamo, Moritz Riedacher, Florian Schmeding, Alexandra Loibl |

### Unterorganisationen
Es existieren insgesamt 20 Arbeitskreise sowie in allen Bundesländern Landesverbände. Einige Landesvorstände waren oder sind unbesetzt und daher kommissarisch vom Bundesvorstand verwaltet. Die rechtlich unabhängige Jugendorganisation Generation Umwelt, Tierschutz und Nachhaltigkeit (GUTuN) wurde auf dem 39. Bundesparteitag im Februar 2019 gegründet. Zuvor existierte ab März 2015 zeitweise die MUTige Jugend. Frühere Kreisverbände existierten zeitweise in Göppingen, Hagen, Essen, im Landkreis Sangerhausen, im Landkreis Südliche Weinstraße, Ennepe-Ruhr und in Delmenhorst und derzeit in Dortmund. Es existieren die Regionalgruppen Ostfriesland, Ammerland, Geestland, Schaumburg, Hannover-Hildesheim, Vorpommern-Rügen, Rostock, Vorpommern-Greifswald, Naumburg-Burgenlandkreis, Vogtland, Münster, Mettmann, Mönchengladbach, Bergisches Städtedreieck, Märkisches Sauerland, Gießen, Frankfurt-Darmstadt, Bergstraße, Mannheim, Stuttgart, Neckar-Alb, Freiburg, Ulm, Unterfranken, Oberfranken, Mittelfranken, Oberpfalz, Niederbayern, Augsburg-Schwaben, München-Oberbayern sowie mehrere Regionalgruppen in Berlin. Ehemalige Regionalgruppen waren Allgäu, Bayerischer Wald, Borken, Coesfeld, Duisburg, Karlsruhe, Kreis Gießen, Kreis Recklinghausen, Kreis Soest, Nürnberg, Ostwestfalen/Lippe, Pforzheim, Ruhr, Bochum, Velbert, Zwickau, Leer (Ostfriesland) sowie Wietzendorf.

### Daten der Landesverbände
|                                    | Landesverband          | Vorsitzende (Stand: März 2024)                               | Ergebnis der letzten Wahl des Landesparlaments | Ergebnis der Bundestagswahl 2021 | Ergebnis der Europawahl 2024 | Mitgliederzahl (Stand: August 2023) |
| ---------------------------------- | ---------------------- | ------------------------------------------------------------ | ---------------------------------------------- | -------------------------------- | ---------------------------- | ----------------------------------- |
| Baden-Württemberg                  | Baden-Württemberg      | Bastian Röhm, Miriam Broux                                   | n. a. (2021)                                   | 1,3 %                            | 1,2 %                        | 360                                 |
| Bayern                             | Bayern                 | Christoph Meiler                                             | 0,5 % (2023)                                   | 1,1 %                            | 1,0 %                        | 346                                 |
| Berlin                             | Berlin                 | Nico Poschinski, Isabell Reinold, Maxim Seeck                | 2,4 % (2023)                                   | 2,5 %                            | 2,1 %                        | 226                                 |
| Brandenburg                        | Brandenburg            | Markus Kirschning, Christiane Müller-Schmolt, Jan Bärenfeldt | 2,0 % (2024)                                   | 2,6 %                            | 1,7 %                        | 76                                  |
| Schleswig-Holstein                 | Bremen                 | Marcel Krohn                                                 | 1,1 % (2023)                                   | 1,4 %                            | 1,5 %                        | 27                                  |
| Hamburg                            | Hamburg                | Juliane Tietschert, Kirill Tarasov, Tanja Genski             | 0,7 % (2020)                                   | 1,2 %                            | 1,5 %                        | 61                                  |
| Hessen                             | Hessen                 | Tim Standop                                                  | 1,5 % (2023)                                   | 1,5 %                            | 1,5 %                        | 215                                 |
| Mecklenburg-Vorpommern             | Mecklenburg-Vorpommern | Anja Hübner, Petra Melchin                                   | 1,7 % (2021)                                   | 2,2 %                            | 1,3 %                        | 62                                  |
| Niedersachsen                      | Niedersachsen          | Susanne Berghoff                                             | 1,5 % (2022)                                   | 1,3 %                            | 1,5 %                        | 229                                 |
| Nordrhein-Westfalen                | Nordrhein-Westfalen    | Angelika Remiszewski, Bastian Cornau, Bianca Weiss           | 1,1 % (2022)                                   | 1,4 %                            | 1,7 %                        | 442                                 |
| Rheinland-Pfalz                    | Rheinland-Pfalz        | Bernd Kriebel, Barbara Schwarz                               | 1,7 % (2021)                                   | 1,5 %                            | 1,5 %                        | 116                                 |
| Saarland                           | Saarland               | Hans Josef Hacket                                            | 2,3 % (2022)                                   | 2,8 %                            | 2,0 %                        | 21                                  |
| Sachsen                            | Sachsen                | Peter Zimmer, Stephanie Mörseburg                            | n. a. (2024)                                   | 1,9 %                            | 1,4 %                        | 71                                  |
| Sachsen-Anhalt                     | Sachsen-Anhalt         | Burkhard Moll                                                | 1,4 % (2021)                                   | 1,2 %                            | 1,6 %                        | 48                                  |
| Schleswig-Holstein                 | Schleswig-Holstein     | Janine Bahr van Gemmert                                      | 0,7 % (2022)                                   | 1,2 %                            | 1,6 %                        | 83                                  |
| Thüringen                          | Thüringen              | Antje Stein, Ines Mittelbach                                 | n. a. (2024)                                   | 1,5 %                            | 1,0 %                        | 19                                  |
| Legende - n. a. – nicht angetreten |                        |                                                              |                                                |                                  |                              |                                     |

### Internationale Kooperationen
Auf europäischer Ebene kooperiert die Tierschutzpartei mit weiteren Parteien mit weitgehend gleichen Zielen und mit denen zusammen sie zur Vereinigung Euro Animal 7 gehört: Partij voor de Dieren (Niederlande), der DierAnimal (Belgien), Parti Animaliste (Frankreich), Partido Animalista Con el Medio Ambiente (Spanien), Pessoas – Animais – Natureza (Portugal), Animal Justice Party (Australien), der Suomen Eläinoikeuspuolue (Finnland), Djurens parti (Schweden), Humane Party (USA), Partito Animalista (Italien), Komma gia ta Zoa Kyprou (Zypern), der Justice 4 all (Israel) sowie der 2020 aufgelösten Trees Party (Taiwan). Zudem ist die Partei Mitglied der internationalen Animal Politics Foundation.

### Finanzen
Das jährliche Budget liegt bei rund 170.000 Euro. Die staatlichen Mittel der Parteienfinanzierung bilden für den Bundesverband mit über 80.000 Euro fast die Hälfte des Etats, je ein Viertel sind Mitgliedsbeiträge und Spenden. Die Landesverbände Berlin, Sachsen, Sachsen-Anhalt und Mecklenburg-Vorpommern erhalten zusätzlich aufgrund ihrer Wahlergebnisse bei den letzten Landtagswahlen staatliche Wahlkampfkostenrückerstattungen.

### Zeitschrift
Das Presseorgan der Partei trägt den Namen Mensch Umwelt Tier – Das Magazin für Kultur, Politik, Gesellschaft. Zuvor trug es bis 2014 die Bezeichnung Zeitenwende, von 2015 bis 2017 hieß es MUT-Magazin. Es erscheint seit Dezember 2000 meistens viermal im Jahr im Selbstverlag, zeitweise jedoch unregelmäßig. Bis Ende 2005 war Carsten Strehlow Redaktionsleiter der Zeitung. Danach hatte Mari Herbold dieses Amt inne. Anschließend teilten sich Margret Giese und Stefan Bernhard Eck diese Aufgabe, bis sie Ende 2014 austraten. Von 2015 bis 2017 oblag Jan Zobel die Leitung, ihm folgte Robert Gabel. Die aktuelle Auflage beträgt 5.000 Exemplare pro Ausgabe.
| Träger                   | Jahr   |
| ------------------------ | ------ |
| Manfred Karremann        | (2003) |
| Ute Langenkamp           | (2004) |
| Friedrich Mülln          | (2005) |
| Lisa-Maria Schütt        | (2006) |
| Schüler für Tiere        | (2008) |
| Barbara Rütting          | (2010) |
| Johanna Wothke           | (2011) |
| Paul Watson & Jan Peifer | (2012) |
| Sabine Wester            | (2015) |
| Patrick Dau              | (2016) |
| Antje Grothus            | (2019) |
| Robert Marc Lehmann      | (2022) |
| Helmut Wolff             | (2023) |
| Mark Benecke             | (2024) |

### Auszeichnung
Im März 2003 beschloss der Bundesvorstand die Einführung der sogenannten MUT-Medaille, die seitdem annähernd jährlich verliehen wird. Laut Aussage der Partei sollen so Menschen geehrt werden, die „sich in beispielhafter Weise für Tiere, für die Umwelt oder für Menschen einsetzen, die der Hilfe bedürfen“. Im Jahr 2020 beschloss der Bundesparteitag, die MUT-Medaille in Mensch-Umwelt-Tierschutz-Medaille umzubenennen.

## Außenwahrnehmung
Die Bundeszentrale für politische Bildung stuft die Programmatik der Partei „als linksliberal, ökologisch und pazifistisch“ ein. Paul Lucardie charakterisiert sie als „Interessenpartei ohne explizite Ideologie“ und ordnet sie innerhalb des politischen Spektrums der linken Mitte zu. Diese Auffassung teilt ebenso Dirk van den Boom. Letzterer ordnet sie zudem der Familie der ökologischen Parteien zu.
Ein Kommentar der  Wirtschafts- und Finanzzeitung Handelsblatt wies 2005 darauf hin, dass die Umsetzung des Tierschutz-Wahlprogramms eine große Zahl zusätzlicher Verbote bedeuten würde.
Die Partei wurde 2002 kritisiert, weil einzelne Mitglieder der umstrittenen neuen religiösen Bewegung Universelles Leben angehört haben sollen. Deren Positionen und eine Einflussnahme erfuhren parteiintern Ablehnung.
Während die Tierschutzpartei einerseits als politischer Arm der Tierrechtsbewegung wahrgenommen wird, kritisierten andererseits 2015 und damit vor der Änderung des Grundsatzprogramms 2017 einige Tierrechtler, dass die Ziele in Bezug auf die Realisierung von Tierrechten nicht konsequent genug seien. Moniert wurde in diesem Zusammenhang, dass manche Programmpunkte eher dem traditionellen Tierschutz zuzuordnen seien und dass manche Mitglieder Fleischesser seien, obgleich diese parteiintern in der Minderheit sind. 2017 wurde die Formulierung des für das Grundgesetz vorgeschlagenen Artikels im Hinblick auf Tiere dahingehend geändert, dass dieser nun ausdrücklich Tierrechte vorsieht, sprich das Recht auf Leben, das Recht auf Unversehrtheit und das Recht auf Freiheit.
Im Vorfeld der Brandenburger Landtagswahl 2024 stellte die Partei beim Verwaltungsgericht Berlin einen Antrag auf Erlass einer einstweiligen Anordnung, mit dem sie erreichen will, dass sie im Falle eines Wahlergebnisses über zwei Prozent in den Darstellungen der Ergebnisse einen eigenen Balken erhält. In Hessen war dies bei der vorherigen dortigen Landtagswahl im Vorjahr aufgrund einer vom Verwaltungsgericht Frankfurt erlassenen einstweiligen Anordnung der Fall gewesen.
| Wahlergebnisse auf Bundesebene (in Klammern: angetretene Landeslisten) | Wahlergebnisse auf Bundesebene (in Klammern: angetretene Landeslisten) |
| ---------------------------------------------------------------------- | ---------------------------------------------------------------------- |
| Bundestagswahl 1994 (NI, NW, BY)                                       | 0,2 %                                                                  |
| Bundestagswahl 1998 (HH, NI, BB, BE, NW, HE, RP, BY, BW)               | 0,3 %                                                                  |
| Europawahl 1999 (Bundesliste)                                          | 0,7 %                                                                  |
| Bundestagswahl 2002 (NI, ST, NW, HE, RP, BY, BW)                       | 0,3 %                                                                  |
| Europawahl 2004 (Bundesliste)                                          | 1,3 %                                                                  |
| Bundestagswahl 2005 (HH, NI, NW, HE)                                   | 0,2 %                                                                  |
| Europawahl 2009 (Bundesliste)                                          | 1,1 %                                                                  |
| Bundestagswahl 2009 (NI, BE, NW, HE, BY, BW)                           | 0,5 %                                                                  |
| Bundestagswahl 2013 (SH, NI, HB, BY, BW)                               | 0,3 %                                                                  |
| Europawahl 2014 (Bundesliste)                                          | 1,2 %                                                                  |
| Bundestagswahl 2017 (HH, MV, NI, BB, BE, SN, HE, NW, BW, BY)           | 0,8 %                                                                  |
| Europawahl 2019 (Bundesliste)                                          | 1,4 %                                                                  |
| Bundestagswahl 2021                                                    | 1,5 %                                                                  |
| Europawahl 2024 (Bundesliste)                                          | 1,4 %                                                                  |
| Bundestagswahl 2025 (HH, MV, NI, BE, SN, HE, NW, RP, SL, BW, BY)       | 1,0 %                                                                  |

## Geschichte

### Gründung und Folgejahre (1993–2007)
Die Gründung der Partei, die den Namen Mensch Umwelt Tierschutz (Kurzbezeichnung: MUT) erhielt, wurde am 13. Februar 1993 in Bonn vollzogen; eine Vorgängerorganisation existierte nicht. Die Professorin Ingeborg Bingener wurde einstimmig zur ersten Bundesvorsitzenden gewählt. Bereits am 16. Juli 1993 wurde in Hamburg der erste Landesverband gegründet, wo sie bei der dortigen Bürgerschaftswahl am 16. September 1993 teilnahm und ein Ergebnis von 0,3 % erzielte. Die Verwendung der Kurzbezeichnung MUT wurde der Partei jedoch von einer gleichnamigen Firma untersagt. Daraufhin änderte sie ihre Kurzbezeichnung auf dem ersten Bundesparteitag am 6. November 1993 in Bonn in Die Tierschutzpartei um. Bei der Bundestagswahl 1994 erhielt sie 0,15 %, obwohl sie lediglich in drei Bundesländern wählbar war. Am 11. März 1995 auf dem dritten Bundesparteitag in Braunschweig wurde die Autorin Gisela Bulla zur Bundesvorsitzenden gewählt. 1996 wurden die ersten Bundesarbeitskreise gegründet. Ein Jahr später erzielte die Partei einen Sitz im Ortschaftsrat von Unter-Schönmattenwag ihr erstes kommunales Mandat. Bei der Bundestagswahl 1998 erlangte sie 0,27 %. Zahlreiche Angebote zu Wahlbündnissen wurden aufgrund von Bedenken, dass der Tierschutzgedanke verwässert werden könnte, abgelehnt. Bei der Europawahl 1999 erreichte die Partei 0,7 %; dieses Ergebnis bewirkte, dass sie erstmals an der staatlichen Parteienfinanzierung teilnahm. Am 8. September 2000 trat Gisela Bulla von ihrem Amt als Bundesvorsitzende zurück. Daraufhin übernahm Egon Karp ein Jahr lang kommissarisch die Geschäfte des Parteivorsitzenden.
Am 18. März 2001 erreichte die Partei bei den Kommunalwahlen in Hessen mit einem Sitz im Landkreis Darmstadt-Dieburg ihr erstes kommunales Mandat auf Ebene der Landkreise und kreisfreien Städte. Auf dem Parteitag am 29. September desselben Jahres wurde Jürgen Gerlach aus Wald-Michelbach zum neuen Bundesvorsitzenden gewählt. Auf dem Parteitag von 2002, dem sogenannten „Programm-Parteitag“, wurde schließlich ein neues Parteiprogramm verabschiedet. Nach der Bundestagswahl 2002, bei der sie 0,33 % erreichte, fand am 12. Oktober erneut ein Parteitag statt, auf dem die Partei außerdem eine Trennung von Partei und Kirche oder Religionsgemeinschaften beschloss. Im Jahr 2004 erzielte die Partei bei der Europawahl am 13. Juni mit 1,3 % und bei der Landtagswahl in Sachsen am 19. September mit 1,6 % ihre bis dahin größten Wahlerfolge. Ebenso erreichte sie bei den Kommunalwahlen in Sachsen-Anhalt mit einem Sitz im Stadtrat von Magdeburg ein weiteres kommunales Mandat. Zur Bundestagswahl 2005 erreichte die Partei insgesamt 0,23 %. Aufgrund der Kürze der Vorbereitungszeit war sie lediglich in Hessen, Nordrhein-Westfalen, Niedersachsen und Hamburg angetreten. Bei der Landtagswahl in Sachsen-Anhalt am 26. März 2006 kandidierte die Tierschutzpartei zusammen mit der ÖDP, den GRAUEN und Wählergemeinschaften als Wahlbündnis „Gerechtigkeit, Umwelt, Tierschutz (GUT)“, das 0,8 % erreichte. Im selben Jahr errang die Tierschutzpartei Sitze in den Stadträten von Offenbach am Main und Delmenhorst.

### Zeit unter Stefan Bernhard Eck (2007–2014)

Plakat zur Bundestagswahl 2013

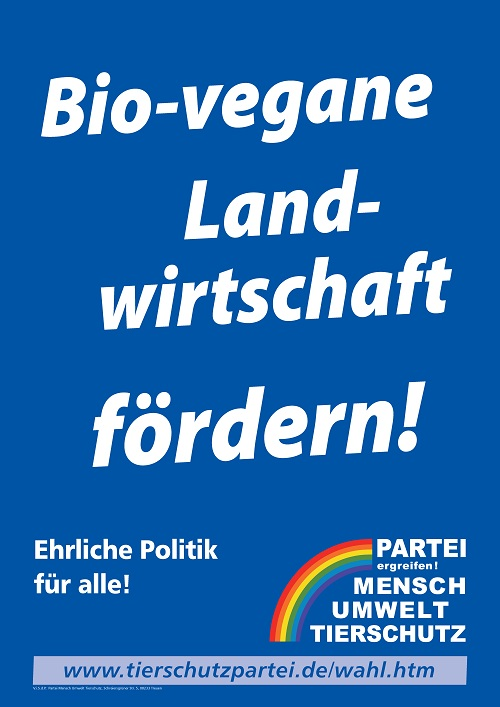
Plakat zur Europawahl 2014

Auf dem Bundesparteitag am 29. September 2007 wurde Stefan Bernhard Eck neuer Bundesvorsitzender. 2009 erzielte die Partei bei der sächsischen Landtagswahl mit 2,1 % ihr bis dahin bestes Ergebnis bei Wahlen oberhalb der kommunalen Ebene. Wenige Tage vor der Bundestagswahl im selben Jahr erhielt sie Schützenhilfe von Seiten der früheren Schauspielerin und bayerischen Landtagsabgeordneten Barbara Rütting, die aufgrund der Tötung eines Fisches durch Renate Künast, den sie mit Tierrechten nicht vereinbar sah, aus den Grünen austrat und eine Wahlempfehlung zu Gunsten der Tierschutzpartei abgab. Bei der Wahl selbst erzielte sie mit 0,53 % ihr bisher bestes Bundestagswahlergebnis und übersprang dabei erstmals die für die Parteienfinanzierung bedeutsame 0,5%-Hürde, was ihr auf Bundesebene zuvor lediglich bei Europawahlen gelungen war. 2010 beschloss die Partei eine leichte Abwandlung ihres Namens und ihres Kürzels; der Langname lautet seither Partei Mensch Umwelt Tierschutz, die Kurzbezeichnung Tierschutzpartei. Bei der Landtagswahl in Sachsen-Anhalt 2011 erreichte sie mit 1,6 % einen weiteren Achtungserfolg.
Seit dem 31. Bundesparteitag am 12. Januar 2013 besitzt die Partei bedingt durch eine Satzungsänderung drei gleichberechtigte Bundesvorsitzende; seither teilte Eck sich dieses Amt mit Horst Wester und Barbara Nauheimer. Bei der Bundestagswahl 2013 entfielen auf die Partei 0,3 % der Zweitstimmen. 2013 kam es zur Abspaltung einer Gruppe, die sich November 2013 unter dem Namen Allianz für Menschenrechte, Tier- und Naturschutz (Tierschutzallianz) als Partei gründete. Nach eigenen Angaben war der Grund die nicht ausreichende Abgrenzung vom rechten Spektrum, nach Angaben der Tierschutzpartei waren jedoch unterschiedliche Haltungen zu Satzungsfragen ausschlaggebend. Bei der Europawahl 2014 mit Eck als Spitzenkandidaten erreichte die Tierschutzpartei 1,2 %, was einer leichten Steigerung der Stimmenanzahl im Vergleich zu 2009 entspricht. Da das Bundesverfassungsgericht jegliche Sperrklauseln für Europawahlen für verfassungswidrig erklärt hatte, zog sie mit einem Sitz ins Europaparlament ein. Dort schloss Eck sich der Konföderalen Fraktion der Vereinten Europäischen Linken/Nordische Grüne Linke an. Bei der Landtagswahl in Sachsen 2014 halbierte die Partei ihr Ergebnis von der Wahl 2009 und landete bei 1,1. Prozent.

### Neuaufstellung (seit 2015)
Zum 31. Dezember 2014 kündigte Eck seinen Rücktritt als Bundesvorsitzender und seinen Austritt aus der Tierschutzpartei an, den er zum 8. Januar des Folgejahres schließlich vollzog. Ihm folgten die Co-Vorsitzende Barbara Nauheimer sowie weitere Bundesvorstandsmitglieder. Gleichzeitig gab er bekannt, sein Mandat im Europäischen Parlament behalten zu wollen. Seinen Parteiaustritt begründete er mit inhaltlichen und persönlichen Differenzen, die in der Zwischenzeit entstanden seien. So sei es unter anderem zu einer „inakzeptablen Rechtsoffenheit und einer leichtfertigen Integration von Personen mit rechtspopulistischem, anti-emanzipatorischem oder sogar faschistischem Gedankengut“ gekommen. Der verbliebene Bundesvorstand der Partei hielt dem entgegen, dass bereits seit seinem Einzug ins Europaparlament eine Entfremdung zwischen ihm sowie seinen parteiinternen Unterstützern einerseits und den restlichen Vorstandsmitgliedern andererseits stattgefunden habe. Zudem habe die Konföderale Fraktion der Vereinten Europäischen Linken, der Eck seinerzeit angehörte, den innerparteilichen Konflikt maßgeblich beeinflusst. Darüber hinaus sei die zeitgleiche Ausübung seines Mandats mit dem Amt des Bundesvorsitzenden problematisch gewesen. Dies habe dazu geführt, dass die Partei aus dem Fokus seines Wirkens geraten war. Hinzu kam außerdem, dass Eck bereits auf dem 33. Bundesparteitag, der am 8. November 2014 in Kassel stattfand, mit Konsequenzen gedroht habe. Hintergrund war, dass die Partei es per Annahme eines Initiativantrags ablehnte, einen Tierrechtspreis nach Peter Singer wegen dessen Haltung zu Tierversuchen zu benennen. Viele Parteimitglieder hätten sich dennoch mit Kritik zurückgehalten, um ein geschlossenes Erscheinungsbild in der Öffentlichkeit zu bewahren. Sämtliche Vorwürfe, die Eck erhob, bestritt die Partei. Ihrer Auffassung nach sei die Trennung für beide Seiten und im Interesse der gemeinsamen Ziele eine gute Lösung.
Bedingt durch die Austritte Ecks und Nauheimers war Wester vorübergehend alleiniger Bundesvorsitzender. Auf dem Sonderparteitag vom 21. März 2015, der aufgrund besagter Rücktritte mehrerer Vorstandsmitglieder resultierte, wurden Bettina Jung und Matthias Ebner zu gleichberechtigten Bundesvorsitzenden neben Wester gewählt. Jung trat Ende des Jahres von ihrem Amt zurück und gleichzeitig aus der Partei aus. Im Oktober 2016 wurde Sandra Lück neue Bundesvorsitzende neben Ebner und Wester; ebenso beschloss der entsprechende Parteitag die Unvereinbarkeit eines Europaparlaments- beziehungsweise Bundestagsmandats mit einem Parteiamt. Bei der Bundestagswahl 2017 erzielte die Partei mit 0,8 % ihr dort bislang bestes Ergebnis. Zwei Wochen später trat Horst Wester aus persönlichen Gründen vom Bundesvorsitz zurück. Zu seinem Nachfolger wurde auf dem Parteitag zwei Monate später Robert Gabel gewählt. Im Oktober 2018 erlangte die Partei einen Sitz im Bezirkstag von Oberbayern.
Bei der Europawahl 2019 bildeten Martin Buschmann, Robert Gabel und Patricia Kopietz das Spitzenteam. Die Partei erzielte ein Ergebnis von 1,4 % und damit einen Sitz im Europaparlament. Bei den zeitgleich stattfindenden Kommunalwahlen in Baden-Württemberg, Brandenburg, Mecklenburg-Vorpommern, Sachsen und Sachsen-Anhalt erzielte sie insgesamt 15 Mandate, was einen parteiinternen Rekord darstellt. Zudem gelang es ihr teilweise zum ersten Mal, nicht ausschließlich mit Einzelabgeordneten in das entsprechende Gremium einzuziehen. Bei der Landtagswahl in Brandenburg ein Vierteljahr später erreichte sie mit 2,6 % ihr bislang bestes Ergebnis bei einer überregionalen Wahl.
Im Januar 2020 wurde bekannt, dass der Europaabgeordnete Buschmann verschwiegen hatte, dass er von 1992 bis 1996 Mitglied der rechtsextremen Nationaldemokratischen Partei Deutschlands (NPD), Vorsitzender des NPD-Kreisverbandes Harburg-Land und Schatzmeister des niedersächsischen Landesverbandes der Jungen Nationalisten war. Buschmann distanzierte sich daraufhin in einer Stellungnahme von den Zielen der NPD und trat am 28. Januar 2020 aus der GUE/NGL-Fraktion aus. Die Führung der Partei sprach in einer Stellungnahme von einem „schweren Vertrauensbruch“ und einer „massiven Rufschädigung“; das Verschweigen seiner NPD-Vergangenheit sei als „Mandatserschleichung“ zu verstehen. Buschmann wurde aufgefordert, sein Mandat zurückzugeben. In diesem Fall wäre Robert Gabel – einer der drei Vorsitzenden der Tierschutzpartei – als Zweiter der Europawahlliste ins Europäische Parlament nachgerückt. Buschmann trat im Februar 2020 aus der Tierschutzpartei aus, kam aber der Forderung der Mandatsrückgabe nicht nach.
Bei der Europawahl 2024 erhielt die Tierschutzpartei ca. 570.000 Stimmen und damit etwa 30.000 mehr als fünf Jahre zuvor. Mit 1,4 % aller Stimmen wurde sie elftstärkste Kraft und erlangte erneut ein Mandat im Europaparlament, das an den auf Listenplatz 1 aufgestellten Sebastian Everding geht.
Im Oktober 2020 wurde Aída Spiegeler Castañeda als Nachfolgerin für die zurückgetretene Sandra Lück eine der Bundesvorsitzenden. Im September 2023 folgte ihr Paula López Vicente nach.
Seit Stefan Ecks Austritt zum Jahreswechsel 2014/2015 hat die Partei die Zahl ihrer Mitglieder von etwa 1.000 auf ca. 2.000 im März 2020 verdoppelt und die Zahl ihrer Mandate von 2 auf 38 im September 2021 erhöht.

### Ergebnisse bei Landtagswahlen
| Jahr | BW    | BY    | BE    | BB    | HB     | HH    | HE    | MV    | NI    | NW    | RP    | SL    | SN    | ST    | SH    | TH    |
| ---- | ----- | ----- | ----- | ----- | ------ | ----- | ----- | ----- | ----- | ----- | ----- | ----- | ----- | ----- | ----- | ----- |
| 1993 |       |       |       |       |        | 0,3   |       |       |       |       |       |       |       |       |       |       |
| 1994 |       | n. a. |       | n. a. |        |       |       | n. a. | n. a. |       |       | n. a. | n. a. | n. a. |       | n. a. |
| 1995 |       |       | n. a. |       | n. a.  |       | n. a. |       |       | 0,1*  |       |       |       |       |       |       |
| 1996 | 0,2*  |       |       |       |        |       |       |       |       |       | n. a. |       |       |       | n. a. |       |
| 1997 |       |       |       |       |        | 0,4   |       |       |       |       |       |       |       |       |       |       |
| 1998 |       | n. a. |       |       |        |       |       | n. a. | n. a. |       |       |       |       | n. a. |       |       |
| 1999 |       |       | 1,1   | n. a. | n. a.  |       | 0,5   |       |       |       |       | n. a. | n. a. |       |       | n. a. |
| 2000 |       |       |       |       |        |       |       |       |       | 0,0*  |       |       |       |       | n. a. |       |
| 2001 | 0,2*  |       | n. a. |       |        | n. a. |       |       |       |       | 0,9   |       |       |       |       |       |
| 2002 |       |       |       |       |        |       |       | n. a. |       |       |       |       |       | n. a. |       |       |
| 2003 |       | n. a. |       |       | n. a.  |       | 0,8   |       | n. a. |       |       |       |       |       |       |       |
| 2004 |       |       |       | n. a. |        | n. a. |       |       |       |       |       | n. a. | 1,6   |       |       | n. a. |
| 2005 |       |       |       |       |        |       |       |       |       | 0,1*  |       |       |       |       | n. a. |       |
| 2006 | 0,2*  |       | 0,8   |       |        |       |       | n. a. |       |       | 0,7   |       |       | 0,8   |       |       |
| 2007 |       |       |       |       | n. a.  |       |       |       |       |       |       |       |       |       |       |       |
| 2008 |       | n. a. |       |       |        | n. a. | 0,6   |       | 0,5   |       |       |       |       |       |       |       |
| 2009 |       |       |       | n. a. |        |       | n. a. |       |       |       |       | n. a. | 2,1   |       | n. a. | n. a. |
| 2010 |       |       |       |       |        |       |       |       |       | 0,6   |       |       |       |       |       |       |
| 2011 | n. a. |       | 1,5   |       | n. a.  | n. a. |       | n. a. |       |       | n. a. |       |       | 1,6   |       |       |
| 2012 |       |       |       |       |        |       |       |       |       | 0,7   |       | n. a. |       |       | n. a. |       |
| 2013 |       | n. a. |       |       |        |       | n. a. |       | n. a. |       |       |       |       |       |       |       |
| 2014 |       |       |       | n. a. |        |       |       |       |       |       |       |       | 1,1   |       |       | n. a. |
| 2015 |       |       |       |       | 1,2    | n. a. |       |       |       |       |       |       |       |       |       |       |
| 2016 | 0,3*  |       | 1,9   |       |        |       |       | 1,2   |       |       | n. a. |       |       | 1,5   |       |       |
| 2017 |       |       |       |       |        |       |       |       | 0,7   | n. a. |       | n. a. |       |       | n. a. |       |
| 2018 |       | 0,3** |       |       |        |       | 1,0   |       |       |       |       |       |       |       |       |       |
| 2019 |       |       |       | 2,6   | n. a.  |       |       |       |       |       |       |       | 1,5   |       |       | n. a. |
| 2020 |       |       |       |       |        | 0,7   |       |       |       |       |       |       |       |       |       |       |
| 2021 | n. a. |       | 2,2   |       |        |       |       | 1,7   |       |       | 1,7   |       |       | 1,4   |       |       |
| 2022 |       |       |       |       |        |       |       |       | 1,5   | 1,1   |       | 2,3   |       |       | 0,7   |       |
| 2023 |       | 0,5** | 2,4   |       | 1,1*** |       | 1,5   |       |       |       |       |       |       |       |       |       |
| 2024 |       |       |       | 2,0   |        |       |       |       |       |       |       |       | n. a. |       |       | n. a. |
| 2025 |       |       |       |       |        | 0,6   |       |       |       |       |       |       |       |       |       |       |

| höchstes Ergebnis in den einzelnen Bundesländern |
| n. a.: nicht angetreten |
| * = nur in einzelnen Wahlkreisen angetreten ** = nicht in allen Wahlkreisen und nur in einzelnen Stimmkreisen angetreten *** = nicht im Wahlbereich Bremerhaven angetreten |

## Bundesvorsitzende
| Name                     | Name                      | Beginn der Amtszeit | Ende der Amtszeit  |
| ------------------------ | ------------------------- | ------------------- | ------------------ |
|                          | Ingeborg Bingener         | 13. Februar 1993    | 11. März 1995      |
|                          | Gisela Bulla              | 11. März 1995       | 8. September 2000  |
|                          | Egon Karp (kommissarisch) | 8. September 2000   | 29. September 2001 |
| Jürgen Gerlach           | Jürgen Gerlach            | 29. September 2001  | 29. September 2007 |
| Stefan Bernhard Eck      | Stefan Bernhard Eck       | 29. September 2007  | 31. Dezember 2014  |
|                          | Barbara Nauheimer         | 12. Januar 2013     | 31. Dezember 2014  |
| Horst Wester             | Horst Wester              | 12. Januar 2013     | 8. Oktober 2017    |
| Bettina Jung             | Bettina Jung              | 21. März 2015       | 28. Dezember 2015  |
| Matthias Ebner           | Matthias Ebner            | 21. März 2015       | 28. Mai 2022       |
| Sandra Lück              | Sandra Lück               | 8. Oktober 2016     | 2. August 2020     |
| Robert Gabel             | Robert Gabel              | 10. Dezember 2017   | 5. Oktober 2024    |
| Aída Spiegeler Castañeda | Aída Spiegeler Castañeda  | 17. Oktober 2020    | 17. Juni 2023      |
| Marcel Krohn             | Marcel Krohn              | 28. Mai 2022        | 5. Oktober 2024    |
| Paula López Vicente      | Paula López Vicente       | 23. September 2023  | amtierend          |
|                          | Bernd Kriebel             | 5. Oktober 2024     | amtierend          |
|                          | Dennis Landgraf           | 5. Oktober 2024     | amtierend          |

## Abspaltungen

### Tierschutzallianz
Ende 2013 gründete ein großer Teil des Landesverbandes Sachsen-Anhalt die „Allianz für Menschenrechte, Tier- und Naturschutz“ (kurz: Tierschutzallianz). Angaben der Tierschutzallianz nach erfolgte der Schritt aufgrund mangelnder Abgrenzung der Tierschutzpartei vom damals als zu rechts geltenden Landesverband Thüringen. Kritiker werfen den Parteigründern vor, lediglich aus persönlichen Gründen und Satzungsstreitigkeiten heraus die Abspaltung vorgenommen zu haben.
Die Tierschutzallianz hat (Stand Juli 2021) fünf Landesverbände und knapp 100 Mitglieder. Bei der Landtagswahl in Sachsen-Anhalt 2016 in Sachsen-Anhalt erreichte sie etwas über 1,0 %, während die Tierschutzpartei 1,5 % der Stimmen bekam. Zur Europawahl 2019 erhielt die Tierschutzallianz etwa 0,2 % der Stimmen.

### Aktion Partei für Tierschutz – das Original
Die Gründung der „Aktion Partei für Tierschutz“ (Kurzbezeichnung anfangs Tierschutzliste, später Tierschutz hier!) steht nach eigenen Angaben in keinem Zusammenhang mit dem nordrhein-westfälischen Landesverband der Tierschutzpartei. Eigenen Angaben zufolge ist die „Aktion Partei für Tierschutz – das Original“ keine Abspaltung der Partei Mensch Umwelt Tierschutz (Kurzbezeichnung Tierschutzpartei). Laut Darstellung letzterer sieht der Sachverhalt jedoch anders aus. Anfang 2017 tobte in deren nordrhein-westfälischen Landesverband ein Machtkampf, bei dem Thomas Schwarz, damals Landesvorsitzender und Generalsekretär der Bundespartei, eine tragende Rolle spielte. Der Landesparteitag im Januar des Jahres wurde unter Auftreten mehrerer Formfehler abgehalten; die zur Bundestagswahl aufgestellte Landesliste sowie der Entschluss zur Nichtteilnahme an der Landtagswahl sorgten parteiintern ebenfalls für Kritik. Der Bundesvorstand rügte zudem den Einfluss von Torsten Lemmer, dem Geschäftsführer der Ratsfraktion in Düsseldorf, zumal dieser nicht einmal Parteimitglied war.
Im darauffolgenden Monat wurde der Parteitag wiederholt und dabei zusätzlich ein Antritt zur Landtagswahl beschlossen. Jedoch wurde bereits kurze Zeit später die Gründung der Aktion Partei für Tierschutz initiiert, während Mitglieder des Landesvorstandes zeitgleich einen Antritt der Tierschutzpartei zu besagter Wahl erfolgreich verhinderten. Der zu diesem Zeitpunkt amtierende Landesvorstand wurde daraufhin durch die Bundespartei komplett enthoben. Zudem wird von Seiten der Tierschutzpartei angezweifelt, dass die neu gegründete Partei auf legale Weise in solch kurzer Zeit vor Fristende die notwendigen Unterstützungsunterschriften zusammen bekam. Darüber hinaus habe Schwarz bereits zuvor gegen den Beschluss verstoßen, dass es keine Zusammenarbeit mehr mit Lemmer gebe.
Eine Beschwerde der Partei Mensch Umwelt Tierschutz gegen eine Zulassung der „Aktion Partei für Tierschutz – das Original“ zur Bundestagswahl 2017 mit dem Einwand einer möglichen Verwechselungsgefahr wurde vom Bundeswahlausschuss mit Verweis auf das Parteiengesetz einstimmig zurückgewiesen. Zum 1. März 2020 strich die Aktion Partei für Tierschutz den Namensteil „das Original“.

### Partei für die Tiere Deutschland
Ehemalige Mitglieder der Partei Mensch Umwelt Tierschutz gründeten die Partei für die Tiere Deutschland. Als Grund gibt die Partei den ausbleibenden Erfolg der Tierschutzpartei an. Sie wurde nach Angaben der Partei 2015 gegründet. Die Partei trat erstmals zur Europawahl 2019 an und erhielt dort 0,2 % der Stimmen. Am 4. Juli 2021 hat die Partei für die Tiere Deutschland ihre Auflösung beschlossen.